# Milledgeville (Ohio)
Pour les articles homonymes, voir Milledgeville.
Milledgeville est un village américain situé dans le comté de Fayette, dans l'Ohio. Selon le recensement de 2010, sa population est de 112 habitants.